# Hazay István
Hazay István (Budapest, 1901. április 15. – Budapest, 1995. december 23.) Kossuth-díjas magyar geodéta, egyetemi tanár, a műszaki tudományok doktora, a Magyar Tudományos Akadémia rendes tagja. A 20. századi magyar geodézia kiváló elméleti szakembere volt, nevéhez fűződik a nagy méretarányú térképezés több vetülettani problémájának megoldása, egyes kiegyenlítő számítások kidolgozása, de jelentősen hozzájárult Magyarország felsőgeodéziai felvételezésének módszertani korszerűsítéséhez is.

## Életútja
1922-ben mérnöki oklevéllel fejezte be tanulmányait a budapesti Királyi József Műegyetemen. 1923-tól 1941-ig az Állami Földmérés háromszögelési hivatalának alkalmazásában állt előbb mint segédmérnök, majd mint mérnök. Időközben 1927-ben földmérnöki, 1929-ben háromszögelő-mérnöki vizsgát tett, majd ezt követően is továbbképezte magát, és 1934-ben megszerezte műszaki doktori oklevelét a Magyar Királyi József Nádor Műszaki és Gazdaságtudományi Egyetemen. 1941-től címzetes miniszteri tanácsosként, műszaki főtanácsosi rangban a Pénzügyminisztérium állami földmérési (IX/b.) osztályának vezetője, 1947-től 1949-ig minisztériumi osztályfőnök volt.
Köztisztviselői pályafutásával párhuzamosan egyetemi oktatói tevékenysége is kibontakozott. 1929-től tartott kiegyenlítéstani és csillagászati geodéziai előadásokat az állami háromszögelő-mérnöki tanfolyamokon. 1941-től 1951-ig magántanárként adott elő „A magyar állami földmérés felsőgeodéziai munkálatai” címmel a budapesti műegyetem soproni bánya-, kohó- és erdőmérnöki karán. 1951-ben átsorolták a soproni földmérnöki kar geodéziai tanszékére, ahol két éven keresztül oktatott megbízott előadóként. 1953-ban saját katedrát kapott a Budapesti Műszaki Egyetemtől (BME) önállósodott Építőipari és Közlekedési Műszaki Egyetemen, amikor megbízták a II. számú geodéziai – későbbi megnevezésén felsőgeodéziai – tanszék vezetésével. Ezzel párhuzamosan 1953-tól 1955-ig a műegyetem térképésztagozatán is tartott vetülettani és kiegyenlítő számítási előadásokat. 1960-tól 1964-ig az egyetem mérnöki karának dékánja volt, 1964-től 1967-ig a rektori tisztséget töltötte be, utolsóként az Építőipari és Közlekedési Műszaki Egyetem történetében, amely 1967-ben ismét a BME szervezeti része lett. Hazay itt folytatta az oktatást mint a felsőgeodéziai tanszék egyetemi tanára. 1972-ben nyugdíjazták, ezt követően a műegyetem tudományos tanácsadójaként tevékenykedett.

## Munkássága
A geodézia tudományán belül a legjelentősebb eredményeket hozó kutatásai a vetülettan gyakorlati problémáira és a felsőgeodézia elméletére irányultak. A nagy méretarányú térképezés módszertani hátterét tökéletesítette az általa kidolgozott kiegyenlítési eljárásokkal, amelyek a geodéziában és a térképészetben a legkisebb középhibájú, súlyozottan számított értékek hozzárendelését segítik elő az ismeretlen geometriai pontokhoz. A nevéhez fűződik többek között a mechanikai és a statikai koordináta-kiegyenlítés iránymérésekre támaszkodó elvi alapjainak megteremtése és alkalmazásának módszertani kidolgozása. Továbbfejlesztette és a hazai térképezésben alkalmazta a Gauss–Krüger-vetület számítási képleteit és táblázatait. Kialakította a sokszögelési csomópontrendszereket, megvalósította a nagyobb területek egységes vetületi koordináta-rendszerben való ábrázolását. Mindezeken túlmenően behatóan foglalkozott a magasságmérési eljárásokkal, a geodinamikai szempontokat érvényesítő módszert dolgozott ki a vertikális kéregmozgási szintezési hálózatok kiegyenlítésére, továbbá tanulmányozta a fiktív mérési eredmények alkalmazásának lehetőségeit.
Vezető szerepet játszott a magyarországi felsőgeodéziai munkálatokban. Az 1930-as évektől részt vett Budapest háromszögelésében és részletes felmérésében, az 1930-as évek végétől az állami földmérés központi irányításában és felügyeletében. Kidolgozta az országos háromszögelési hálózat kiegyenlítésére alkalmas ún. dominánspontok módszerét, amely a felsőrendű vízszintes alaphálózat korszerű szempontok szerinti újraalkotásában is fontos szerepet játszott.
A geodéta-, földmérő- és térképészképzés szaktárgyi tananyagainak kidolgozásával, egyetemi jegyzetek és tankönyvek megírásával jelentősen hozzájárult a korszerű magyarországi földmérnökképzés megszervezéséhez. Egyetemi jegyzetei és szakkönyvei mellett mintegy száz tudományos közleményt publikált.

### Társasági tagságai és elismerései
1967-ben a Magyar Tudományos Akadémia levelező, 1976-ban rendes tagjává választották, a geodéziai tudományos bizottság elnöke volt. Elnökként irányította a Magyar Mérnök- és Építész-Egylet geodéziai szakosztályának, társelnökként a Geodéziai és Kartográfiai Egyesületnek a munkáját.
1938-ban elnyerte a Magyar Mérnök- és Építész-Egylet nagy aranyérmét. Geodéziai alapkutatásaiért és a gyakorlatba való átültetéséért, valamint Földi vetületek című könyvéért 1955-ben a Kossuth-díj harmadik fokozatát ítélték neki oda. Tudományos eredményei további elismeréseként 1958-ban Lázár deák emlékérmet, 1969-ben Fasching Antal-díjat, 1972-ben a Budapesti Műszaki Egyetem Emlékérmét, 1985-ben pedig MTESZ-díjat kapott. 1975-ben a Budapesti Műszaki Egyetem díszdoktorává avatták. Ezeken kívül az Oktatásügy Kiváló Dolgozója (1961, 1967), a Munka Érdemrend arany fokozata (1964, 1971), a Felszabadulási Jubileumi Emlékérem (1970) és a Szocialista Magyarországért Érdemrend (1981) díjazottja is volt.
2018-ban posztumusz Budapest díszpolgára címet kapott.

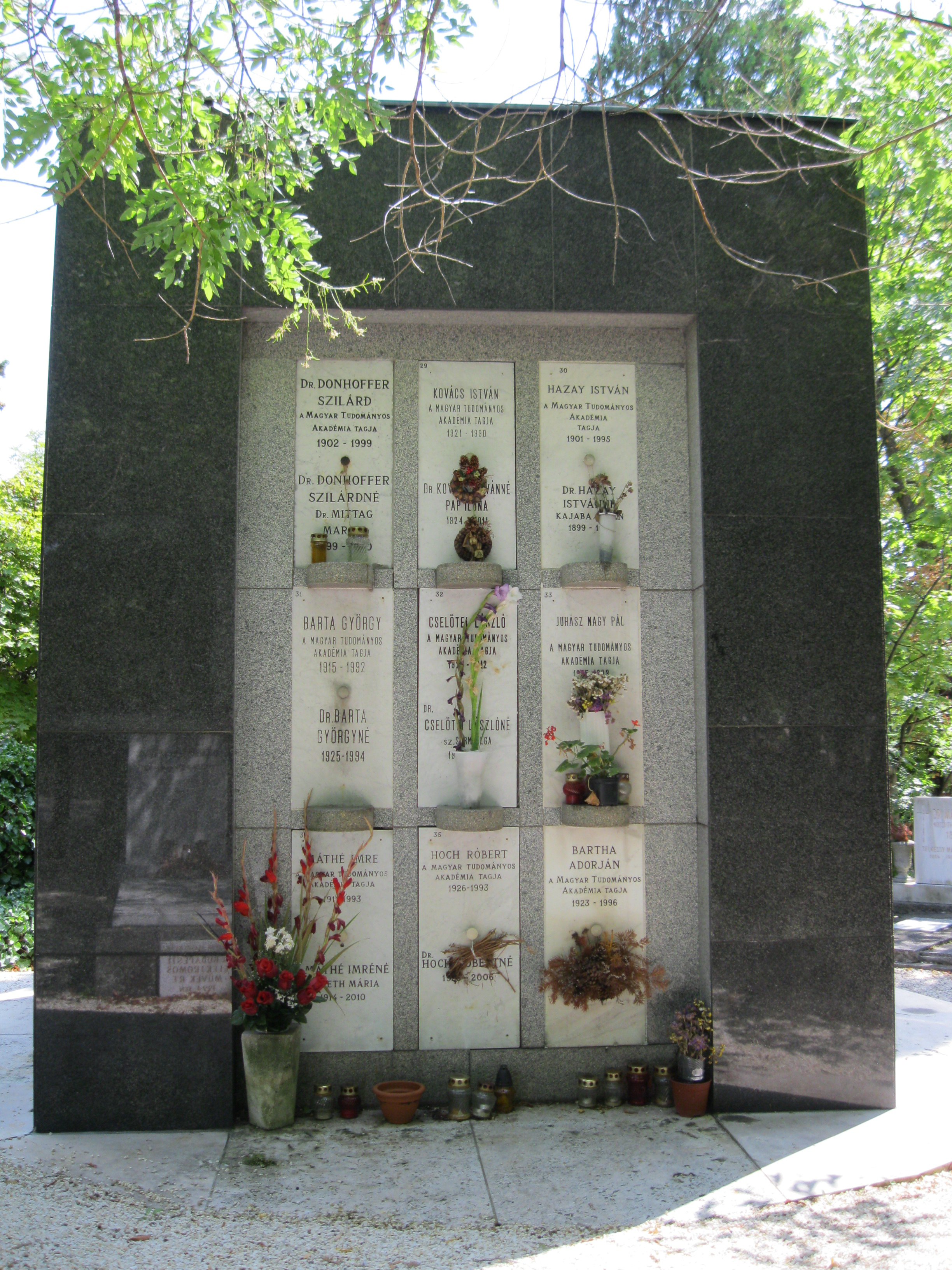
Urnája a Farkasréti temetőben

### Főbb művei
- Kiegyenlítő számítás a geodéziai gyakorlatban. Budapest: Fischer ny. 1938.
- Vetületek, különös tekintettel a hazai felmérésekre. Budapest: Egyetemi ny. 1942.
- A Gauss-Krüger koordináták számítása. Budapest: Akadémia. 1951.   (Tárczy-Hornoch Antallal)
- Geodéziai számítások számológéppel. Budapest: Jegyzetsokszorosító. 1942.
- Földi vetületek. Budapest: Akadémiai. 1954.
- Földrendezés. Sopron: Nehézipari Műszaki Egyetem. 1958.
- Országos felmérés: Egyetemi tankönyv. Budapest: Tankönyvkiadó. 1959.
- Kiegyenlítő számítások I–II. Budapest: Építőipari és Közlekedési Műszaki Egyetem. 1960–1961.  
  - Angolul: Adjusting calculations in surveying. Budapest: Akadémiai. 1970.
- Vetülettan I–II. Budapest: Építőipari és Közlekedési Műszaki Egyetem. 1962–1963.
- Országos felmérés: Egyetemi tankönyv. Budapest: Tankönyvkiadó. 1962.
- Országos felmérés és műszaki földrendezés: Egyetemi tankönyv. Budapest: Tankönyvkiadó. 1967.   (Szalontai Lászlóval)
- Nagyméretarányú felmérések. Budapest: Tankönyvkiadó. 1979.